# Чекунов Анатолій Васильович
Анато́лій Васи́льович Чекуно́в (* 24 березня 1932 року, Харків — 10 лютого 1996, Київ) — український учений у галузі комплексного дослідження глибинної будови літосфери методами
глибинної геофізики, доктор геолого-мінералогічних наук (з 1972 року), професор (з 1973 року), академік Академії наук України.

## Життєпис
Народився 24 березня 1932 року у Харкові родині службовців. У 1949 році поступив на геофізичне відділення гірничого факультету Київського університету, який
закінчив у 1954 році з відзнакою. В 1958 році захистив кандидатську дисертацію. У 1957–1959 роках працював у науково-дослідному секторі цього університету. 3 1959 року — науковий співробітник Інституту геологічних наук Академії наук Української РСР. У 1960 році перейшов до новоствореного Інституту геофізики АН УРСР, де у 1973 році  очолює відділ, а у 1976–1991 роках  працює директором інституту.
У кінці 1971 року в Московському університеті ім. М. В. Ломоносова успішно захистив докторську дисертацію на тему «Строение земной коры и некоторые вопросы тектоники юга европейской части СССР». Цю працю було опубліковано у 1972 році під назвою «Структура земной коры и тектоника юга европейской части СССР».
Член-кореспондент АН УРСР (з 1972 року), дійсний член АН УРСР (з 26 грудня 1979 року).
У 1983–1988 роках — академік-секретар Відділення наук про землю, член Президії АН УРСР.

Могила Анатолія Чекунова

Помер 10 лютого 1996 року. Похований в Києві на Байковому кладовищі.

## Відзнаки
Лауреат Державної премії України в галузі науки і техніки (1984; за цикл робіт «Теорія, методика та результати вивчення літосфери України і прилеглих територій по комплексу даних сейсмометрії, гравіметрії та геотермії») і премії імені В. І. Вернадського АН УРСР (1976). Нагороджений орденом Трудового Червоного Прапора, медалями.

## Наукова і громадська діяльність
Основні праці присвячені вивченню глибинної будови та еволюції земної кори, геотектоніки; він — один з ініціаторів геосеймічного зондування в Україні; засновник і редактор «Геофизического журнала», який перевидався англійською мовою видавництвом «Гордон і Брич» (Нью-Йорк). Автор понад 500 наукових публікацій, серед яких:
- «Геофизические исследования и тектоника юга европейской части СССР» (1969);
- «Глубинное строение земной коры и некоторые вопросы региональной тектоники Украины по данным геофизических исследований» (1971);
- «Глубинная тектоника и история геологического формирования юга Украины» (1974);
- «Строение земной коры и верхней мантии о данным сейсмических исследований» (1977);
- «Структура земной коры Центральной и Восточной Европы по данным геофизических исследований» (1980);
- «Литосфера Центральной и Восточной Европы: Геотраверсы IV, VI, VIII» (1988).

За період із 1991 по 2009 роки А. В. Чекунов увійшов до першої десятки науковців, чиї праці цитувалися в українських наукових публікаціях. Водночас він посів перше місце за кількістю згадувань у наукових розвідках із геофізики (https://day.kyiv.ua/uk/article/poshta-dnya/ya-povtoryuyu-vashe-imya [Архівовано 10 листопада 2021 у Wayback Machine.]).